# Wwedenka
Wwedenka (ukrainisch und russisch Введенка)  ist eine Siedlung städtischen Typs in der ukrainischen Oblast Charkiw mit etwa 2400 Einwohnern (2019).

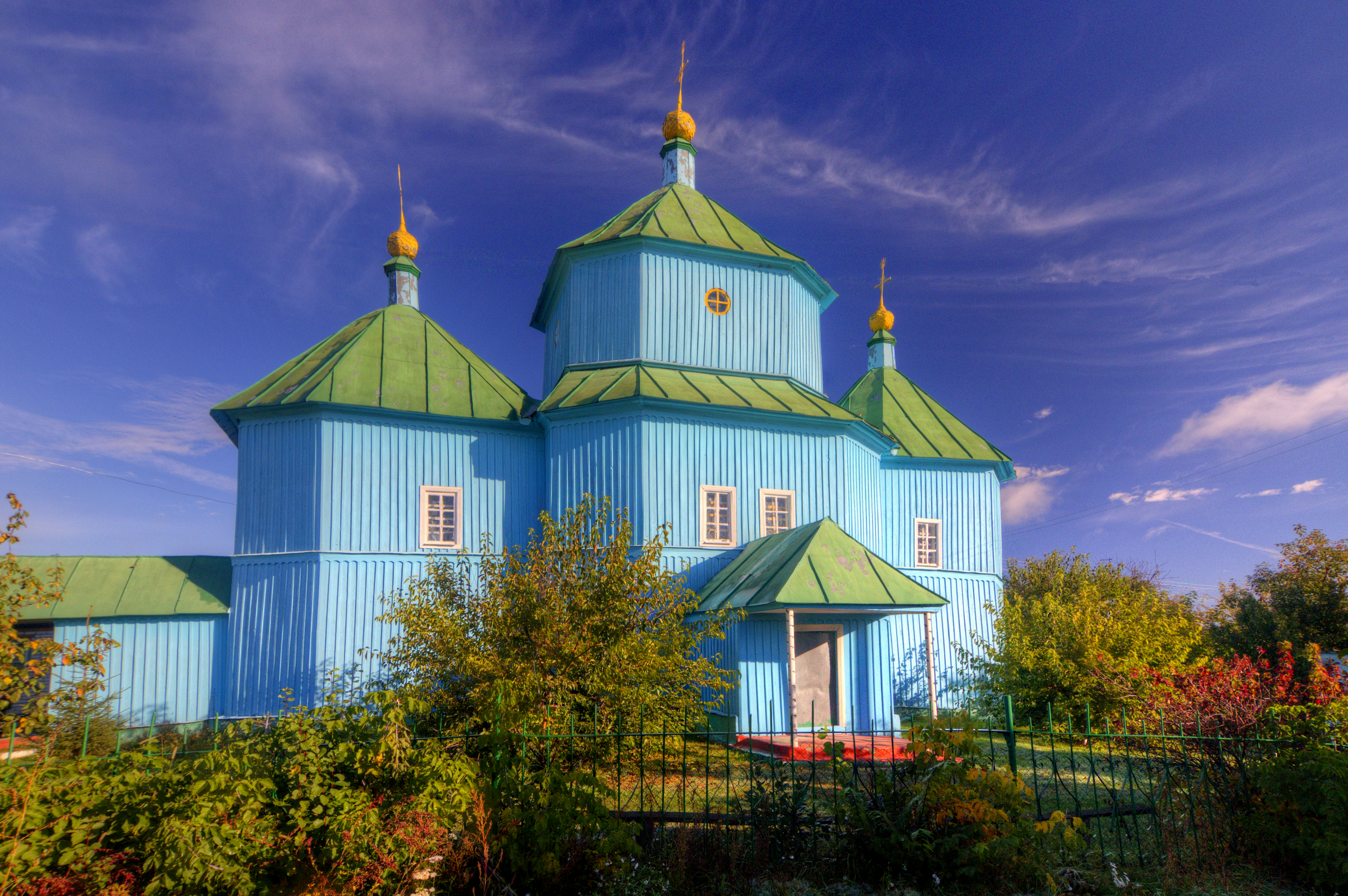
Kirche im Ort

## Geografie
Wwedenka liegt am linken Ufer des Udy 17 km westlich vom Rajonzentrum Tschuhujiw und 36 km südöstlich von Charkiw, die Bahnstrecke Charkiw–Balaschow verläuft nördlich des Ortes.
Am 12. Juni 2020 wurde die Siedlung ein Teil der neugegründeten Siedlungsgemeinde Nowopokrowka, bis dahin bildete sie zusammen mit dem Dorf Sauddja (Зауддя), Selenyj Kolodjas (Зелений Колодязь), Switanok (Світанок) und Ternowa die gleichnamige Siedlungsratsgemeinde Wwedenka (Введенська селищна рада/Wwedenska selyschtschna rada) im Westen des Rajons Tschuhujiw.

## Geschichte
Die 1647 gegründete Ortschaft erhielt 1938 den Status einer Siedlung städtischen Typs und ist das administrative Zentrum der gleichnamigen, 68,91 km² großen Siedlungsratsgemeinde innerhalb des Rajon Tschuhujiw.

### Demografische Entwicklung
| 1939  | 1959  | 1970  | 1979  | 1989  | 2001  | 2010  | 2019  |
| ----- | ----- | ----- | ----- | ----- | ----- | ----- | ----- |
| 5.002 | 8.549 | 3.807 | 3.026 | 2.624 | 2.730 | 2.465 | 2.363 |

## Persönlichkeiten
- Oleksij Barkalow (1946–2004), Wasserballspieler